# Университет Северной Алабамы
Университет Северной Алабамы (англ. University of North Alabama, сокр. UNA) — американский государственный университет в городе Флоренс, штата Алабама.
Старейший государственный университет штата с кампусом площадью 130 акров (0,5 км²) в жилом районе Флоренции, а также на территории ещё четырёх городов: Таскамбия, Шеффилд и Muscle Shoals (вместе составляют агломерацию с общим населением 140 000 человек).

## История и деятельность
Учебное заведение возникло из идеи его создания, предложенной на собрании Конференции Теннесси Методистской епископальной церкви 28 ноября 1826 года, где было решено, что колледж не должен быть «религиозным или теологическим». В январе 1829 года Лоуренс-Хилл на горе Лагранж был выбран местом его расположения. Учебное учреждение впервые открылось как Колледж Лагранжа (LaGrange College) 11 января 1830 года в горной деревушке в нескольких милях к югу от города Лейтона, штат Алабама. Занимало оно два трехэтажных кирпичных здания. Город был разграблены и сожжен войсками Союза в апреле 1863 года в ходе Гражданской войны. Однако к тому времени колледж переместился на север — через реку Теннесси во Флоренс.
Преподобный профессор Роберт Пейн (Robert Paine ), уроженец Северной Каролины, стал первым президентом колледжа. Ему помогали два других профессора. В первый попечительский совет колледжа входило в общей сложности 50 членов, в том числе два коренных американца из племени чокто и чероки. Тёрнер Сондерс был первым президентом попечительского совета. В 1850 году к колледжу была добавлена Грамматическая школа. Выпускник колледжа доктор Ричард Риверс, став президентом колледжа, в конце 1854 года способствовал переезду колледжа в город Флоренс. И уже в 1855 году колледж стал Университетом Флоренс Уэслиан (Florence Wesleyan University). В первый год работы университета в него было принято сто шестьдесят студентов. Учебное заведение быстро привлекла студентов из пяти штатов и двух зарубежных стран.
Когда в 1872 году методистская церковь передала Университет Флоренс Уэслиан штату Алабама, это учебное заведение стало Государственной нормальной школой Флоренса (State Normal School at Florence), первым поддерживаемым государством колледжем к югу от реки Огайо. Через год после того, как школа стала государственной, она открыла свои двери для женщин. Однако никто не поступал на учёбу до 1874 года, когда в него была принята 31 молодая женщина. Учреждение функционировало как нормальная школа более 50 лет — до 1929 года, когда оно стало педагогическим колледжем и называться Государственный педагогический колледж Флоренса (Florence State Teachers College), предлагающим четырёхлетнюю учебную программу обучения. Первые степени бакалавра были присуждены в 1931 году. В течение последующих двух десятилетий учебная колледжа программа несколько раз расширялась.
В 1956 году учебное учреждение Флоренса преодолело ещё одну академическую веху, создав аспирантуру. В 1957 Законодательное собрание Алабамы проголосовало за изменение названия учебного заведения на Государственный колледж Флоренса (Florence State College), чтобы отразить его расширяющуюся академическую миссию. В 1968 году произошло ещё одно изменение названия учебного заведения на Государственный университет Флоренса (Florence State University). Этельберт Бринкли Нортон (Ethelbert Brinkley Norton), который занимал пост президента в то время, стал единственным президентом в истории университета, который руководил им в период трёх названий: Государственный педагогический колледж Флоренса. тремя изменениями названия учреждения: Государственный педагогический колледж Флоренции, Государственный колледж Флоренса и Государственный университет Флоренса. Смена названия сопровождалась обширной реорганизацией академической и административной структуры университета, включая создание отдельных его школ.
Менее чем через десять лет, 15 августа 1974 года, университет снова переименовали в его нынешнее название — Университет Северной Алабамы. После реорганизации университета в 1991 году, его административная структура состоит из четырёх департаментов: по академическим вопросам, по деловым вопросам, по делам студентов и по развитию, каждое из которых возглавляет вице-президент. Доктор Кеннет Киттс (Kenneth D. Kitts) стал 20-м президентом Университета Северной Алабамы в марте 2015 года и возглавляет его по настоящее время.
С 1998 года в Университете Северной Алабамы каждую весну проводится кинофестиваль имени Джорджа Линдси — известного телеактёра, который был выпускником этого вуза.
См. Выпускники Университета Северной Алабамы.